# Lorenzo Cybo
Lorenzo Cybo (* 20. Juli 1500 in Sampierdarena; † 14. März 1549 in Pisa), Sohn von Francesco „Franceschetto“ Cybo, unehelicher Sohn von Papst Innozenz VIII., und Maddalena de’ Medici, Tochter von Lorenzo il Magnifico und Clarice Orsini, war Graf von Ferentillo (1519–1549) und Marchese von Massa (1530–1541).

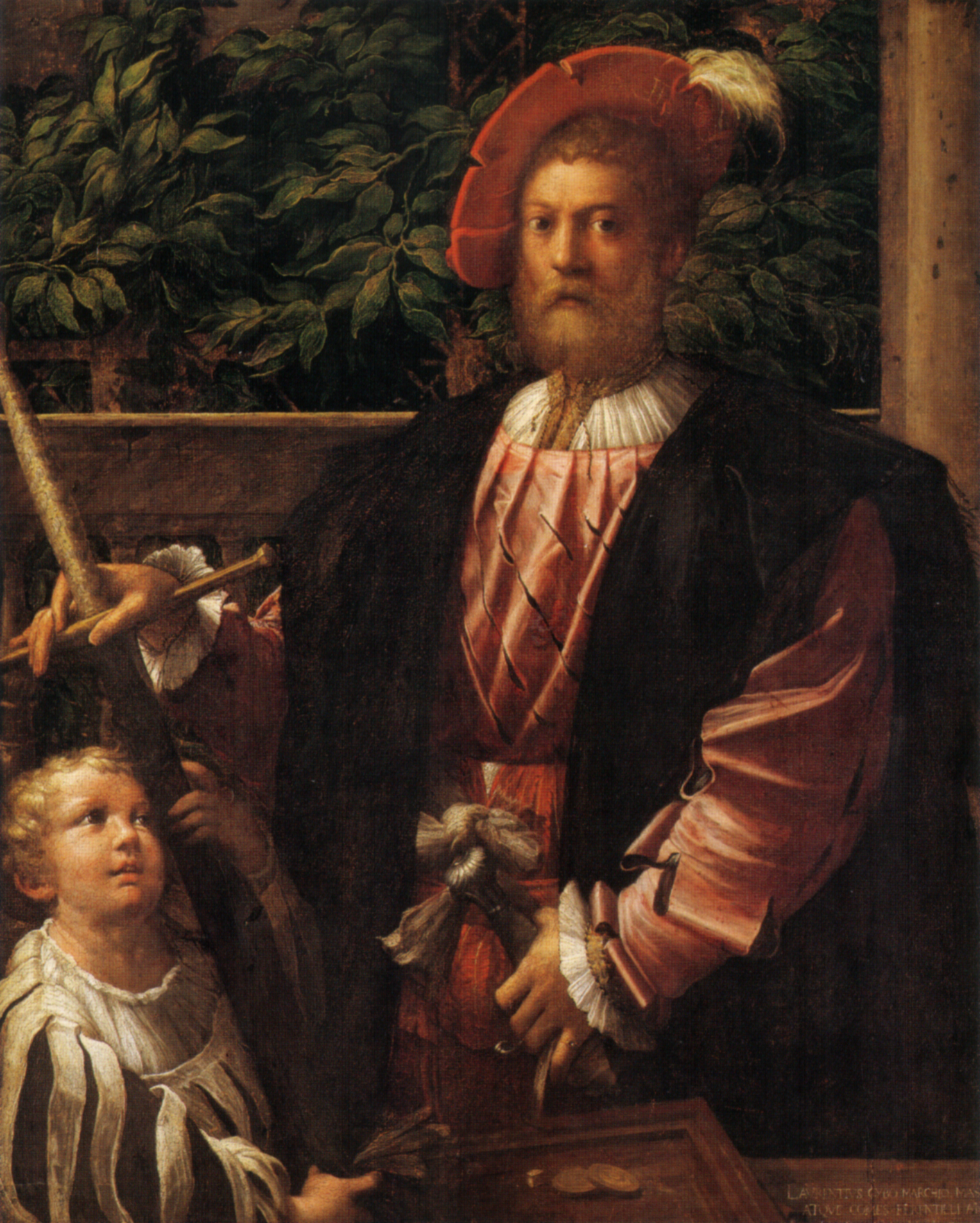
Porträt von Lorenzo Cybo, Öl auf Tabel, von Parmigianino (1523) (Statens Museum for Kunst)

Wappen der Cybo

## Leben
Er war der Sohn von Franceschetto Cybo und Maddalena de’ Medici: sein Großvater väterlicherseits war Papst Innozenz VIII., sein Vorfahre mütterlicherseits war Lorenzo der Prächtige und sein Onkel Papst Leo X. Diese rieten ihm zu einer vorteilhaften Heirat mit der Marquesa Ricciarda Malaspina (14. Mai 1520), der Erbin des gleichnamigen Geschlechts, aus dem der dynastische Zweig Cybo-Malaspina hervorging, der bis 1829 Marchese, Fürsten und dann Herzöge von Massa und Carrara war.
Am 25. Juli 1519 erbte er das väterliche Lehen Ferentillo in der Nähe von Terni im Kirchenstaat und regierte es bis zu seinem Tod, allerdings zog er es vor, dies von Rom aus durch einen Vikar zu tun.
Im Jahr 1524 fertigte der berühmte Maler Parmigianino ein Porträt von ihm an, das seine feinen Gesichtszüge und sein gutes Aussehen betont (Statens Museum For Kunst, Kopenhagen): Lorenzo war 24 Jahre alt und Kommandant der päpstlichen Garde.

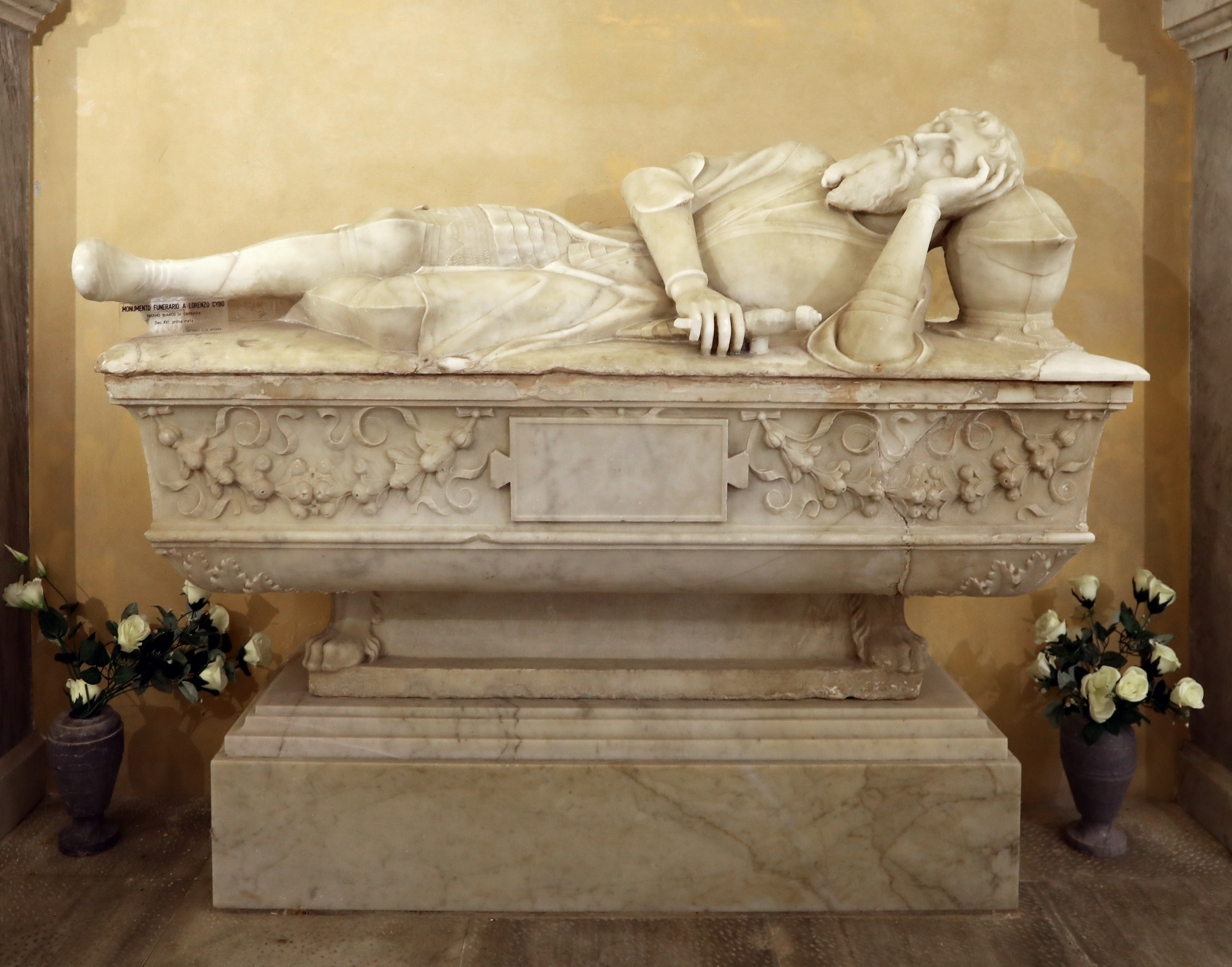
Grabmal

Nach einem Aufenthalt am französischen Hof (1516 bis 1519) war er ab 23. Dezember 1519 Statthalters und Kastellans von Spoleto und ab 1530, Dank der einflussreichen Position seines Bruders Innozenz in der Kurie, wurde er kommandierender General der kirchlichen Miliz und erhielt die Statthalterschaft von Viterbo.
Seine Frau hatte einen Charakter, der als „stolz und pervers“ beschrieben wurde, was die Ursache für zahlreiche Familienstreitigkeiten war, die in dem tragischen Ereignis des Todes ihres Sohnes Giulio gipfelten. Ricciarda erhielt am 21. März 1530 die kaiserliche Erlaubnis, Lorenzo mit der Regierung der Marchesats zu betrauen. Im Jahr 1541 widerrief die herrische Frau seine Mitregentschaft, da Cybo sich fast immer in Rom aufhielt und sich den Vergnügungen widmete, anstatt an der Verwaltung des Staatswesens mitzuwirken.
Er starb 1549 im Alter von 49 Jahren in Pisa: der Bildhauer Stagio Stagi aus Pietrasanta fertigte für ihn einen prächtigen Sarkophag mit der liegenden Figur an, der noch heute in der Krypta der Doms von Massa zu sehen ist: sein ältester Sohn Giulio (1573) und seine Frau Ricciarda wurden auf Wunsch ihres jüngsten Sohnes Alberico I. in dem Grab beigesetzt.
Die Nachfolge in der Grafschaft Ferentillo trat sein Sohn Alberico I. an, der 1553 auch die Nachfolge seiner Mutter antrat, mit der Verpflichtung, den Familiennamen Malaspina zu seinem Nachnamen hinzuzufügen.

## Kinder
- Eleonora Cybo-Malaspina (* 1. März 1523 in Massa; † Februar 1594 in Florenz) heiratete 1543 in Carrara Giovanni Luigi de Fieschi (* 1522 in Genua; † 2. Januar 1547), Graf von Lavagna, Herr von Pontremoli, Torriglia und Santo Stefano d’Aveto, einen Patrizier aus Genua und 1549 Gian Ludovico Vitelli (* 1520; † 1575 in Moulins), erster Marchese von Cetona, Graf von Montone und Adliger aus Città di Castello, der in der Schlacht bei Moulins in Flandern fiel. Als Witwe wurde sie Klarissennonne im Kloster Santissima Annunziata delle Murate in Florenz, wo sie starb.
- Giulio I. (* 1525 in Rom; † 18. Mai 1548 in Mailand), Marchese von Massa und Herr von Carrara
- Alberico I. (* 28. Februar 1534 in Genua; † 18. Januar 1623 in Massa), Marchese von Massa und Herr von Carrara, später Fürst von Massa und Marchese von Carrara.

Zu diesen Söhnen gesellte sich der uneheliche Ottavio, Doktor der Rechtswissenschaften: Er starb nach 1580 und ist in der Kirche Santa Maria sopra Minerva in Rom begraben.